# Institut indien de technologie de Bombay

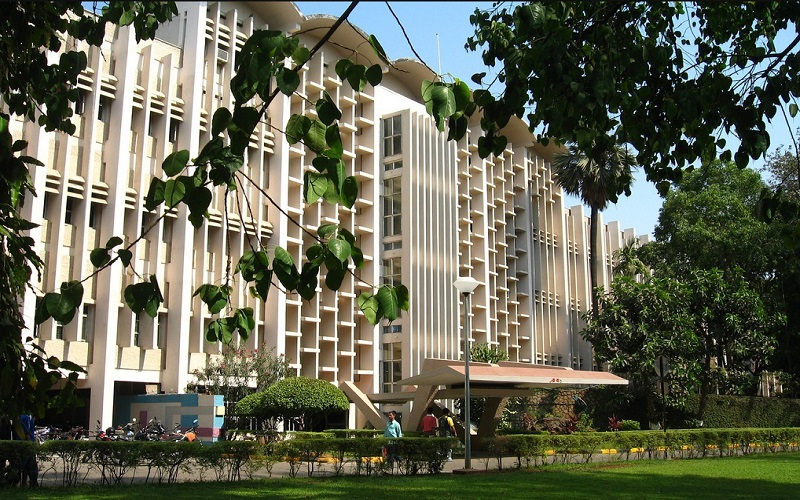
Le bâtiment principal de l'IIT.

L'Institut indien de technologie de Bombay (en anglais : Indian Institute of Technology, Bombay, IIT) est une université publique de recherches indienne. Fondé en 1958 à Powai, dans le nord de Bombay, il est l’un des plus anciens des 15 instituts indiens de technologie. Il est considéré par le QS World University Ranking comme l’une des 200 meilleures universités du monde, l’une des 50 meilleures dans le domaine des technologies.
L’IIT a été fondé en partenariat avec l’UNESCO, bénéficiant de fonds, équipements et experts notamment soviétiques. Le site choisi est celui de Powai, à une trentaine de kilomètres du centre de Bombay. Les cours ont débuté le 25 juillet 1958 et la première pierre du bâtiment principal a été posée par Nehru le 10 mars 1959.
Son enseignement porte sur l’ingénierie, les sciences fondamentales, le design, le management, avec un accent mis sur l’ingénierie. Elle abrite environ 6000 étudiants et 450 enseignants.
Dans le classement de l'année 2006 du Times Higher Education Supplement, des instituts indien de technologie été classé numéro 3 dans tous les universités scientifiques mondiales. 
En 2005, le congrès des états unis, avait adopté le résolution numéro 227, pour honorer les diplômés de l'instituts indien de technologie pour leur contribution à l'économie américain.